# Eupithecia helena
Eupithecia helena là một loài bướm đêm trong họ Geometridae.